# Sega NAOMI 2
Em 2000, a Sega apresentou a placa de arcade NAOMI 2 na feira JAMMA, como sucessora do sistema Sega NAOMI, baseado na tecnologia do Sega Dreamcast.
A NAOMI 2 trouxe um melhor desempenho gráfico, substituindo o sistema de vídeo de sua antecessora por um conjunto composto por duas GPUs PowerVR CLX2 e um processador de geometria, transformação e iluminação VideoLogic Elan, o dobro de memória de vídeo (32MB ao invés de 16MB). No entanto as semelhanças são suficientes para que os jogos construídos para NAOMI funcionem sem modificação na NAOMI 2.

## Lista de jogos para NAOMI 2

### Em placa ROM
- Club Kart
- Club Kart: European Session
- Club Kart Cycraft
- Club Kart Prize
- King of Route 66
- Sega Driving Simulator
- Soul Surfer
- Virtua Fighter 4
- Virtua Fighter 4 Evolution
- Virtua Fighter 4 Final Tuned
- Virtua Striker III
- Wild Riders

### GD-ROM
- Beach Spikers
- Dynamite Deka 3 / Asian Dynamite
- Initial D: Arcade Stage
- Initial D: Arcade Stage 2
- Initial D: Version 3
- Virtua Fighter 4
- Virtua Fighter 4 Evolution
- Virtua Fighter 4 Final Tuned
- Virtua Striker III

### Satellite Terminal
- Mobile Suit Gundam 0079 Card Builder
- World Club Champion Football European Clubs 2004-2005
- World Club Champion Football Serie A 2001-2002
- World Club Champion Football Serie A 2002-2003

## Emulação
Um novo emulador que se tornou referência em jogos NAOMI e NAOMI2 é o Flycast, atualmente na versão 2.0